# 颜氏眶灯鱼
颜氏眶灯鱼（学名：Diaphus jenseni）为輻鰭魚綱燈籠魚目灯笼鱼科眶灯鱼属的鱼类，俗名同列眶灯鱼。分布于太平洋、印度洋以及南海等海域，主要生活于热带海域，為深海魚類，棲息深度350-1389公尺，體長可達5公分。

## 扩展阅读
維基物種上的相關：颜氏眶灯鱼